# Едвард Стенцель
Едвард Стенцель (пол. Edward Antoni Stenzel; 10 червня 1846, Горлиці, Австрійська імперія — 15 квітня 1910, Львів) — коломийський фармацевт, громадсько-політичний діяч та підприємець. Багаторічний власник коломийської аптеки неподалік Ратуші (1876—1910). Кавалер титулу цісарського аптекарського радника (1898). Батько коломийського та львівського аптекаря Стефана Стенцеля.

## Життєпис
За даними метричної книги (одруження) костьолу св. Антонія у Львові, народився Едвард Стенцель 10 червня 1846 року в місті Горлиці в тодішній Австрійській імперії.
Наразі невідомо, де саме навчався Едвард Стенцель, однак, за даними газети «Pharmaceutische Post» за 19 березня 1899 року, почав займатися аптекарською справою з 1862 року.
Згодом, згідно з часописом «Czasopismo Galicyjskiego Towarzystwa Aptekarskiego» за 1 травня 1910 року, навчався на хімічному відділі філософського факультету Львівського університету Франца I, по закінченню якого отримує освітній ступінь магістра фармації 23 липня 1869 року.
11 листопада 1874 року став постійним членом Аптекарського товариства. У тому ж році став власником аптеки в селі Бояни на Буковині.
У 1875 році викупив коломийську аптеку в Максиміліана Новіцького, оновив її і у липні наступного року відкрив для майбутніх покупців, про що засвідчила газета «Руська Рада» за 1 серпня 1876 року (за старим стилем). В оголошенні про відкриття аптеки зазначалося, що вона пропонувала аптечні засоби з «перших» фабрик, а також власного виготовлення, гомеопатичні засоби та засоби гігієни, різні види мінеральної води тощо. Аптека навіть надсилала ліки поштою з оплатою при отриманні. У польській пресі вперше аптека Стенцеля з'являється у львівській газеті «Gazeta Lwowska» за 14 жовтня 1876 року, де зазначено про продаж у коломийській аптеці віденського засобу для омолодження волосся «Puritas».
У лютому 1889 року збудував кам'яницю поблизу Ратуші та оновив аптеку, яка містилася там. 17 липня того ж року став членом Повітової каси хворих. У червні 1892 року Едвард Стенцель був звинувачений у так званій «германізації»: аптекар писав свої рахунки на ліки німецькою мовою на польських бланках навіть польським боржникам. Однак, через декілька днів місцева преса все спростувала, пояснивши, що Стенцель насправді виставив цей рахунок німецькою мовою, оскільки не отримав жодної відповіді на свої неодноразові прохання оплатити цей рахунок польською мовою, тому мав вагомі підстави вважати, що адресат не розмовляв цією мовою. Також газета пояснила тим, що аптекар отримав кілька розпоряджень про видачу відповідних ліків німецькою мовою.
Ще в 1890 році Едвард Стенцель представив карпатське зілля, яке було ефективне при застійному кашлі, захриплості, мокроті, болях у грудях, ангіні та інших хворобах. У 1894 році взяв участь у Галицькій крайовій виставці у Львові, де представив технологію висунення трав, вирощених у Карпатських горах, для виробництва зілля. За свою технологію він був нагороджений срібною медаллю Краєвої виставки.
За свою багаторічну аптекарську діяльність 2 грудня 1898 року був нагороджений титулом цісарського аптекарського радника з нагоди п'ятдесятиріччя правління цісаря Франца Йосифа.
Помер Едвард Стенцель 15 квітня 1910 року у Львові. Поховали його на Личаківському кладовищі.

## Громадсько-політична діяльність
Ще в 1876 році в Коломиї розпочав свою громадсько-політичну діяльність: рішенням Окружного суду Коломиї за 4 травня 1876 року став заступником касира «Товариства зареєстрованих з необмеженою гарантією» замість Мавриція Гловацького.
У 1877 році став звичайним членом коломийського осередку Татранського товариства. 
У 1884 році рішенням Окружного суду Коломиї за 6 листопада того ж року став співвласником фірми «Yinoenz, Stenzel i Liśkiewicz, fabryka i handel nafty w Sopowie», призначеної для торгівлі нафтою.  У 1886 році після Великої пожежі в Стрию пожертвував 5 золотих ринських на відновлення міста.
На початку 1890-х років став членом дирекції Торгової,  сільськогосподарської, промислової спілки разом із Константою Рубеллою та Францішеком Вінцензом. 30 квітня 1892 року увійшов до складу наглядової ради рільничо-промислової торгової спілки, а також був членом товариства учнівської молоді «Польська бурса».
У лютому 1899 року Едвард Стенцель був одним з організаторів президії загальних зборів громадян міста Коломиї, де висловили недовіру магістрату та чинній на той момент міській раді. Наступного року підписав звернення до міської ради щодо чесності виборів депутатів магістрату.
Протягом своєї тривалої професійної діяльності аптекар певний час обіймав посади радника та асесора міста Коломиї, багато років був громадянським суддею та цензором Австро-Угорського банку.

## Нагороди та відзнаки
- Срібна медаль Загальної вистави Краєвої у Львові (1894) - за винахід технології висушення карпатських трав для зілля[16]
- Титул цісарського аптекарського радника (2.12.1898)[17]